# Бурея (Амурська область)
Бурея (рос. Бурея) — робітниче селище у Бурейському районі Амурської області Російської Федерації. Розташоване на території українського історичного та етнічного краю Зелений Клин.
Входить до складу муніципального утворення робітниче селище Бурея. Населення становить 4214[2] .

## Історія
З 4 січня 1926 року до 30 липня 1930 року належало до новоутвореного Хінгано-Архаринського району Амурської округи Далекосхідного краю.
З 1935 року в результаті розукрупнення Хінгано-Архарінського району було підпорядковане Бурейському району.
З 11 листопада 2005 року органом місцевого самоврядкування є робітниче селище Бурея.

## Населення
| 1939  | 1959  | 1970  | 1979  | 1989  | 2002  | 2009  |
| ----- | ----- | ----- | ----- | ----- | ----- | ----- |
| 6131  | ↗8312 | ↘7702 | ↘7263 | ↘6736 | ↘5598 | ↘5401 |
| 2010  | 2011  | 2012  | 2013  | 2014  | 2015  | 2016  |
| ↘4833 | ↘4829 | ↘4712 | ↘4649 | ↘4521 | ↘4388 | ↘4332 |
| 2017  | 2018  |       |       |       |       |       |
| ↘4281 | ↘4214 |       |       |       |       |       |